# Maunder-Minimum

Das Maunder-Minimum zwischen 1645 und 1715. Angabe der Häufigkeit als normalisierte Gruppenfleckenzahl, Version 2, seit 1610.

Als Maunder-Minimum wird eine Periode stark verringerter Sonnenfleckenaktivität in den Jahren zwischen 1645 und 1715 bezeichnet.

## Klimatologische Einstufung

^{14}C als Indikator der Sonnenaktivität der letzten 1100 Jahre: Nach 20 bis 60 Jahren sind die durch Aktivitätsmaxima hervorgerufenen Minima der ^{14}C-Entstehung mit Hilfe der Radiokohlenstoffmethode nachweisbar.

Das Maunder-Minimum (benannt nach Edward Walter Maunder) fiel in einen besonders kühlen Zeitraum der mittleren Kleinen Eiszeit in der nördlichen Hemisphäre der Erde. Die Temperaturen begannen jedoch schon deutlich vor Beginn des Maunderminimums zu sinken. Neben anderen Faktoren, wie vulkanischer Aktivität, dem durch Änderungen der Erdumlaufbahn um die Sonne verursachten langfristigen Abkühlungstrend oder veränderter Landnutzung, kann die verringerte solare Intensität zeitweise zur Kleinen Eiszeit beigetragen haben. Während der Kleinen Eiszeit traten in Europa, Nordamerika und China viele sehr kalte Winter auf (Aufzeichnungen aus anderen Teilen der Welt sind nicht detailliert genug, um diese Aussage zu verallgemeinern).
Dem Maunder-Minimum gingen das Wolfminimum um 1300 (nach R. Wolf) und das Spörerminimum im 15. Jahrhundert voraus. Es folgte das Daltonminimum 1790–1820, das das Ende der Kleinen Eiszeit markiert. Es gibt Indizien, dass das Moderne Maximum (1950–2009, mit seinem Höhepunkt um 1960) in ein neues Minimum übergeht. Verschiedenen Untersuchungen zufolge würde es die globalen Temperaturen geringfügig – nach besten Schätzungen um weniger als 0,1 °C – absenken und damit die gegenwärtige, vor allem durch Treibhausgasemissionen verursachte globale Erwärmung kaum abschwächen.

## Forschungsgeschichte
Der US-amerikanische Astronom John A. („Jack“) Eddy (1931–2009) erforschte die Phase 1976 und benannte sie nach den englischen Astronomen Annie Maunder und ihrem Ehemann E.W. Maunder, der die geringe Anzahl der Sonnenflecken jener Periode im Nachhinein erkannte.
Sonnenflecken waren erst kurz vor dem Maunder-Minimum erstmals systematisch beobachtet worden, so dass zu jener Zeit noch keine Erwartungen bezüglich ihrer Häufigkeit gemacht werden konnten; nur im Nachhinein ließ sich erkennen, dass der Zustand seit 1715 sich signifikant von dem zwischen 1645 und 1715 unterscheidet.
Mit der verringerten Sonnenfleckenaktivität ging eine verringerte Strahlungsintensität einher. Daher kam man schon bald auf die Idee, dass dieses astronomische Ereignis auf die Klimatologie der Erde Einfluss hat.
Dieser Effekt alleine ist aber zu gering und das Maunder-Minimum setzte zu spät ein, um die Kleine Eiszeit vollständig zu erklären. Mit Hilfe eines gekoppelten Klimamodells wurde simuliert, welchen Einfluss ein solares Minimum in Höhe des Maunderminimums künftig hätte. Bei einer in dieser Größenordnung schwächeren Sonne würde die globale Durchschnittstemperatur wahrscheinlich etwa 0,1 Grad geringer sein als bei gewohnter Sonnenaktivität. Die menschlichen Einflüsse auf das Erdklima dürften also wesentlich stärker sein.
Bei der 24. Generalversammlung der International Astronomical Union 2015 wurde eine revidierte Datenserie ab 1750 präsentiert, nachdem die Beobachtungsbedingungen nochmals überprüft wurden, die nun um 1885 und um 1945 weniger niedrige respektive höhere Sonnenfleckenzahlen ergibt. Damit stellt sich auch das Maunderminimum in der Zeitreihe weniger extrem dar.